# Henry Saragih
Henry Saragih, né le 11 avril 1964 dans le kabupaten de Deli Serdang, est un paysan indonésien devenu secrétaire général de l'organisation paysanne internationale Via Campesina lors de son quatrième congrès en juin 2004 au Brésil, succédant à Rafael Alegría.

## Biographie
Le 5 janvier 2008, il est désigné par le quotidien britannique The Guardian comme l'une des « 50 personnalités qui peuvent sauver la planète ».

## Sources
1. ↑  (en) 50 people who could save the planet sur guardian.co.uk